# Fotbalista roku (Skotsko)
Fotbalista roku je ve Skotsku volen dvěma odlišnými organizacemi.
- Fotbalista roku dle SFWA (anglicky: Scottish Football Writers' Association Footballer of the Year) je ocenění udělované členy Scottish Football Writers' Association (SFWA), která sdružuje přes 100 fotbalových novinářů ve Skotsku.
- Fotbalista roku dle SPFA (anglicky: Scottish Professional Footballers' Association Players' Player of the Year) je ocenění udělované v rámci skotské fotbalové ligy Scottish Premiership (v letech 1998–2013 Scottish Premier League) pro nejlepšího hráče uplynulé sezóny. Je udělována fotbalistovi, který je zvolen skotskou hráčskou fotbalovou asociací. Koná se od roku 1978, kdy ocenění získal Derek Johnstone.

## Vítězové
| Sezóna  | SFWA                                | SPFA                                                             |
| 2013/14 | Kris Commons (Celtic Glasgow)       | Kris Commons (Celtic Glasgow)                                    |
| 2012/13 | Leigh Griffiths (Hibernian FC)      | Michael Higdon (Motherwell FC)                                   |
| 2011/12 | Charlie Mulgrew (Celtic Glasgow)    | Charlie Mulgrew (Celtic Glasgow)                                 |
| 2010/11 | Emilio Izaguirre (Celtic Glasgow)   | Emilio Izaguirre (Celtic Glasgow)                                |
| 2009/10 | David Weir (Glasgow Rangers)        | Steven Davis (Glasgow Rangers)                                   |
| 2008/09 | Gary Caldwell (Celtic Glasgow)      | Scott Brown (Celtic Glasgow)                                     |
| 2007/08 | Carlos Cuéllar (Glasgow Rangers)    | Aiden McGeady (Celtic Glasgow)                                   |
| 2006/07 | Šunsuke Nakamura (Celtic Glasgow)   | Šunsuke Nakamura (Celtic Glasgow)                                |
| 2005/06 | Craig Gordon (Heart of Midlothian)  | Shaun Maloney (Celtic Glasgow)                                   |
| 2004/05 | John Hartson (Celtic Glasgow)       | John Hartson (Celtic Glasgow) Fernando Ricksen (Glasgow Rangers) |
| 2003/04 | Jackie McNamara (Celtic Glasgow)    | Chris Sutton (Celtic Glasgow)                                    |
| 2002/03 | Barry Ferguson (Glasgow Rangers)    | Barry Ferguson (Glasgow Rangers)                                 |
| 2001/02 | Paul Lambert (Celtic Glasgow)       | Lorenzo Amoruso (Glasgow Rangers)                                |
| 2000/01 | Henrik Larsson (Celtic Glasgow)     | Henrik Larsson (Celtic Glasgow)                                  |
| 1999/00 | Barry Ferguson (Glasgow Rangers)    | Mark Viduka (Celtic Glasgow)                                     |
| 1998/99 | Henrik Larsson (Celtic Glasgow)     | Henrik Larsson (Celtic Glasgow)                                  |
| 1997/98 | Craig Burley (Celtic Glasgow)       | Jackie McNamara (Celtic Glasgow)                                 |
| 1996/97 | Brian Laudrup (Glasgow Rangers)     | Paolo Di Canio (Celtic Glasgow)                                  |
| 1995/96 | Paul Gascoigne (Glasgow Rangers)    | Paul Gascoigne (Glasgow Rangers)                                 |
| 1994/95 | Brian Laudrup (Glasgow Rangers)     | Brian Laudrup (Glasgow Rangers)                                  |
| 1993/94 | Mark Hateley (Glasgow Rangers)      | Mark Hateley (Glasgow Rangers)                                   |
| 1992/93 | Andy Goram (Glasgow Rangers)        | Andy Goram (Glasgow Rangers)                                     |
| 1991/92 | Ally McCoist (Glasgow Rangers)      | Ally McCoist (Glasgow Rangers)                                   |
| 1990/91 | Maurice Malpas (Dundee United)      | Paul Elliott (Celtic Glasgow)                                    |
| 1989/90 | Alex McLeish (FC Aberdeen)          | Jim Bett (FC Aberdeen)                                           |
| 1988/89 | Richard Gough (Glasgow Rangers)     | Theo Snelders (FC Aberdeen)                                      |
| 1987/88 | Paul McStay (Celtic Glasgow)        | Paul McStay (Celtic Glasgow)                                     |
| 1986/87 | Brian McClair (Celtic Glasgow)      | Brian McClair (Celtic Glasgow)                                   |
| 1985/86 | Sandy Jardine (Heart of Midlothian) | Richard Gough (Dundee United)                                    |
| 1984/85 | Hamish McAlpine (Dundee United)     | Jim Duffy (Greenock Morton)                                      |
| 1983/84 | Willie Miller (FC Aberdeen)         | Willie Miller (FC Aberdeen)                                      |
| 1982/83 | Charlie Nicholas (Celtic Glasgow)   | Charlie Nicholas (Celtic Glasgow)                                |
| 1981/82 | Paul Sturrock (Dundee United)       | Sandy Clark (FC Airdrieonians)                                   |
| 1980/81 | Alan Rough (Partick Thistle)        | Mark McGhee (FC Aberdeen)                                        |
| 1979/80 | Gordon Strachan (FC Aberdeen)       | Davie Provan (Celtic Glasgow)                                    |
| 1978/79 | Andy Ritchie (Greenock Morton)      | Paul Hegarty (Dundee United)                                     |
| 1977/78 | Derek Johnstone (Glasgow Rangers)   | Derek Johnstone (Glasgow Rangers)                                |
| 1976/77 | Danny McGrain (Celtic Glasgow)      |                                                                  |
| 1975/76 | John Greig (Glasgow Rangers)        |                                                                  |
| 1974/75 | Sandy Jardine (Glasgow Rangers)     |                                                                  |
| 1973/74 | Skotská fotbalová reprezentace      |                                                                  |
| 1972/73 | George Connolly (Celtic Glasgow)    |                                                                  |
| 1971/72 | Dave Smith (Glasgow Rangers)        |                                                                  |
| 1970/71 | Martin Buchan (FC Aberdeen)         |                                                                  |
| 1969/70 | Pat Stanton (Hibernian FC)          |                                                                  |
| 1968/69 | Bobby Murdoch (Celtic Glasgow)      |                                                                  |
| 1967/68 | Gordon Wallace (Raith Rovers)       |                                                                  |
| 1966/67 | Ronnie Simpson (Celtic Glasgow)     |                                                                  |
| 1965/66 | John Greig (Glasgow Rangers)        |                                                                  |
| 1964/65 | Billy McNeill (Celtic Glasgow)      |                                                                  |